# ضاد
الضَّاد «ض» هو الحرف الخامس عشر (15) بالترتيب الهجائي والسادس والعشرون (26) بالترتيب الأبجدي من حروف الأبجدية العربية. تلفظ [dˤ] بصوت لثوي وقفي مجهور مبلعم، أي دالاً مبلعمة بالعربية الفصحى الحديثة، وتلفظ [ɮ] بصوت لثوي جانبي احتكاكي مجهور مبلعم بالعربية الفصحى، فيُروى أن النبي محمد كان يلفظ الضاد من جانبي لسانه. قيمته تساوي (80) في حساب الجمل. يُشار للغة العربية بحرف الضاد وذلك لأن القدماء حسبوا أن العربية هي اللغة الوحيدة التي تحتوي على هذا الصوت في أبجديتها، ولقبوا اللغة العربية بلغة الضاد.

## الكتابة
| الموقع من الكلمة: | معزول | بدائي | وسطي | نهائي |
| ----------------- | ----- | ----- | ---- | ----- |
| شكل الحرف:        | ض     | ضـ    | ـضـ  | ـض    |

## اللفظ
- يُنطق مبلعمًا لثويًّا وقفيًّا مجهورًا /dˤ/ أو دالًا مفخمة عامةً في المغرب والجزائر و مصر والسودان و لبنان ومدن سوريا وأجزاء من الأردن وأجزاء من اليمن وأجزاء من فلسطين ومدن الحجاز في السعودية، وهو النطق المستخدم في العربية الفصحى الحديثة، ولكن لا يستخدم عند قراءة القرآن بل ينطق النطق القديم الفصيح الذي تم بيانه.
- أما في باقي اللهجات فاندمج حرفا الضاد والظاء وصار لهما نفس النطق مبلعمًا أسنانيًّا وقفيًّا مجهورًا /ðˤ/ أو ذالاً مفخمة في الجزيرة العربية (باستثناء أجزاء من اليمن وأجزاء من السعودية) و العراق وتونس وأجزاء من ليبيا وأجزاء من الأردن وشرق سوريا وأجزاء من فلسطين، وينتج عن هذا جناس تام (تشابه في اللفظ واختلاف في المعنى) بين هذين الحرفين، وعلى سبيل المثال: تُنطق الكلمات أدناه بنفس النطق دون أي اختلاف:
  - حضر بمعنى أتى (حضر محمد الجلسة) - حظر بمعنى منع (حظر عبد الله محمد من حضور الجلسة).
  - ظل بمعنى بقي (ظل جعفر في البيت) - ضل بمعنى ضاع أو انحرف (ضل موسى طريقه إلى البيت).

## وصف مخرج الضاد
قال سيبويه (ت 180هـ) في كتابه: « ومن بين أول حافة اللسان وما يليها من الأضراس مخرج الضاد.
»
وقال مكي بن أبي طالب (ت 437هـ) في كتاب الكشف عن وجوه القراءات: «الضاد من أول حافة اللسان، وما يليه من الأضراس.»
وقال عثمان بن سعيد الداني (ت 444 هـ) في كتابه الفرق بين الضاد والظاء: «اعلم، نفعنا الله وإيّاك، أنّ الضّاد مخرجها من حافة اللّسان، من أقصاها إلى ما يلي الأضراس. فمن النّاس من يخرجها من الجانب الأيمن، وهو الأقلّ. ومن النّاس من يخرجها من الجانب الأيسر، وهو الأكثر. ومخرجها كمخرجها من هذا سواء. ليس يخرج من موضعها غيرها، إلّا أنّ اللّام تخرج من حافة اللّسان، من أدناها إلى ما يلي الثنايا.»
وقال ابن الجزري (ت 833هـ) في كتابه التمهيد في علم التجويد: «ومن إحدى حافتيه وما يحاذيها من الاضراس، من اليسرى.صعب ومن اليمنى أصعب، الضاد.»
وقال أيمن سويد (وُلِد سنة 1374هـ) في التجويد المصور: «حافة اللسان مع ما يجاورها من الأضراس العليا.»
ويضيف أيمن سويد أن رأس اللسان يلامس سقف الفم من غير ضغط، وهذا ما لا نجده في وصف سيبويه ولا مكي ولا الداني ولا ابن الجزري.

## صفات الضاد
وصفات الضاد هي الجهر والرخاوة والاستعلاء والإطباق والإصمات والاستطالة، وقد انفردت الضاد من بين كل حروف العربية بصفة الاستطالة.

## الحرف بلغات البرمجة
| Your Browser      | ض                 |
| Index             | U+0636 (1590)     |
| Class             | Other Letter (Lo) |
| Block             | Arabic            |
| Java Escape       | "\u0636"          |
| Javascript Escape | "\u0636"          |
| Python Escape     | u'\u0636'         |
| HTML Escapes      | &#1590; &#x0636;  |
| URL Encoded       | q=%D8%B6          |
| UTF8              | d8 b6             |
| UTF16             | 0636              |